# Opération Gearbox
Opérations navales dans l'Arctique durant la Seconde Guerre mondiale
Batailles
Bataille de l'Atlantique (1939-1945) :
L' Opération Gearbox était une opération norvégienne et britannique sur l'île arctique de Spitzberg, dans l'archipel du Svalbard, durant les opérations navales arctiques pendant la Seconde Guerre mondiale.

## Antécédent

Svalbard

L'Opération Fritham, une expédition antérieure de deux navires arrivée le 13 mai 1942, a tourné au désastre après avoir été repérée par un bombardier Junkers Ju 88 de la Luftwaffe. Le lendemain, quatre bombardiers de reconnaissance Fw 200 ont attaqué les bateaux et tué quatorze hommes, dont Einar Sverdrup, le commandant. Onze hommes ont été blessés, deux mortellement, un navire a été coulé et l'autre incendié.
Les survivants ont récupéré le matériel qu'ils pouvaient et ont installé un camp à Barentsburg, qui avait été déserté depuis l'Opération Gauntlet (25 août-3 septembre 1941). L'amirauté britannique a organisé un vol de reconnaissance par un hydravion Catalina du Coastal Command de la RAF, mais avait déjà connaissance d'une grande partie de ce qui s'était passé, grâce aux décryptages Ultra des signaux sans fil codés de la Luftwaffe Enigma.

## L'opération Gearbox
L'Amirauté britannique décida de continuer, l' Opération Fritham devant être résiliée et remplacée par l'Opération Gearbox. Pour éviter un autre désastre, l'occupation de l'île Spitzberg devait rester sous le commandement des forces gouvernementales norvégiennes, mais la marine serait responsable de la livraison des fournitures et les voyages devaient être synchronisés avec les convois de l'Arctique. Le croiseur HMS Manchester et le destroyer HMS Eclipse devront transporter 57 renforts norvégiens (lieutenant Gudim et sous-lieutenant K. Knudsen) et 118,5 t de provisions jusqu'à Spitzberg.
Manchester et Eclipse ont quitté la Clyde pour Scapa Flow le 25 juin, sont arrivés à Seyðisfjörður (Isande) le 28 juin et ont rencontré le pilote et navigateur du Catalina, qui avait effectué la reconnaissance au Spitzberg. Le croiseur a retardé son départ jusqu'au 30 juin pour apparaître comme faisant partie de la force d'escorte du convoi PQ 17 pour s'approcher d'Isfjorden le 2 juillet.
Au large de Barentsburg à midi, les navires ont reçu un signal de bienvenue de la Fritham Force indiquant qu'un avion de la Luftwaffe effectuait une reconnaissance quotidienne à 3h00 du matin et parfois une autre à 14h00, mais aucune force navale ou terrestre n'était apparue. Par mauvais temps, les avions allemands suivaient la côte au-delà de Barentsburg, ce qui avait conduit à la découverte des deux navires norvégiens Isbjørn et Selis. Comme la jetée était trop envasée pour l'amarrage, de petits bateaux ont fait 121 allers-retours en six heures, déchargeant les norvégiens et les fournitures, y compris une station radio à ondes courtes et des canons antiaériens Bofors 40 mm. Les hommes à terre ont rapidement éliminé tout signe de la visite, les grues ont été retirées du quai, les bateaux cachés et les magasins camouflés.

## Conséquence
Après l'achèvement de « Gearbox », il y eut plusieurs opérations de réapprovisionnement combinées avec des convois de l'Arctique.
Une station météorologique a été mise en place et le contact radio avec l'Amirauté a été rétabli. Ullring a pu organiser les vols de ravitaillement par Catalina, fournir des rapports météorologiques et d'observation. De nombreux survivants du convoi PQ 17 ont été secourus et les navires qui s'abritaient à Novaya Zemlya ont été escortés en toute sécurité jusqu'au port.
Les renforts ont consolidé les défenses de Barentsburg et ont attaqué la station météorologique allemande à Longyearbyen le 12 juillet, pour découvrir qu'ils étaient partis trois jours plus tôt. La piste d'atterrissage a été bloquée et le 23 juillet, un Ju 88 transportant un équipage expérimenté et deux hauts fonctionnaires, a été abattu alors qu'il volait à basse altitude au-dessus du terrain d'atterrissage.
Avec l'Opération Gearbox, la souveraineté norvégienne avait été affirmée, aucune victime n'était à déplorer, et le projet allemand d'envoyer une autre équipe météorologique avait été contrecarré.
Une planification a ensuite débuté à l'Amirauté pour l'Opération Gearbox II, la suite de Gearbox, et l'Opération Orator qui fera partie du prochain convoi PQ 18.

### Articles externes
- Opération Gearbox - Site Codenames.info